# المهدي الزبيري
مهدي الزبيري (بالفرنسية: Mehdi Zoubairi)‏ مواليد 21 أبريل 1987 في مراكش، هو لاعب كرة قدم مغربي يلعب مع نادي الكوكب المراكشي كمدافع.
تم اختيار المهدي الزبيري لفريق كرة القدم المغربي الوطني تحت 23 سنة والذي شارك في التصفيات المؤهلة لدورة الألعاب الأولمبية الصيفية 2008.

## المسيرة الاحترافية

### أندية لعب لها
- نادي الكوكب المراكشي